# Sommerpokal (Kleinfeldhandball)
Der Sommerpokal  war ein Handball-Wettbewerb des Eidgenössischen Turnvereins (ETV), der dreimal, 1972, 1973 und 1974, ausgetragen wurde.
Er war als Nachfolger der Nationalliga A gedacht. Nach der Einstellung des Pokals war die 1. Liga-Inter die höchste nationale Klasse.

## Pokalsieger
| Jahr | Datum                | Ort                            | Sieger       | Zweiter                  | Resultat | Modus        | Mannschaften |
| ---- | -------------------- | ------------------------------ | ------------ | ------------------------ | -------- | ------------ | ------------ |
| 1972 | 2. Juli 1972         | Solothurn, Solothurn           | TV Solothurn | Grasshopper Club Zürich  | 5:3 P.   | Finalturnier | 26           |
| 1973 | 8. oder 9. Juli 1973 | Eishalle Allmend in Bern, Bern | GG Bern      | TSV St. Otmar St. Gallen | 13:12    | Finalspiel   | 26           |
| 1974 | 16. Juni 1974        | Eishalle Allmend in Bern, Bern | TV Zofingen  | STV St. Gallen           | 7:6 P.   | Finalturnier | 22           |

## Erfolgreichste Vereine
| Rang | Verein                   | Titel | Zweiter | Titeljahre |
| ---- | ------------------------ | ----- | ------- | ---------- |
| 1.   | TV Solothurn             | 1     | 0       | 1972       |
| 1.   | GG Bern                  | 1     | 0       | 1973       |
| 1.   | TV Zofingen              | 1     | 0       | 1974       |
| 4.   | Grasshopper Club Zürich  | 0     | 1       |            |
| 4.   | TSV St. Otmar St. Gallen | 0     | 1       |            |
| 4.   | STV St. Gallen           | 0     | 1       |            |